# Sven Åke Fogelberg
Sven Åke Fogelberg, född 24 juli 1915 i Ulricehamn, död 20 juli 1997 i Masthuggs församling i Göteborg, var en svensk jurist.
Fogelberg, som var son till stadsfiskal Anton Fogelberg och Ester Ekelund, avlade studentexamen i Skara 1934, blev juris kandidat vid Uppsala universitet 1939, genomförde tingstjänstgöring i Västerbergslags domsaga 1939–1942, var notarie och fiskal vid Göta hovrätt 1942–1944, blev extra stadsnotarie vid Motala rådhusrätt 1944, stadsfogde i Östersunds stad 1946, assessor vid Karlstads rådhusrätt 1948, civilrådman i Falun 1952, tillförordnad borgmästare där 1959 och var tingsdomare i Askims och Mölndals domsaga från 1963. 
Fogelberg var ombudsman och styrelseledamot i Kopparbergs läns sparbank 1958–1963 och juridisk konsult i Falu Elektriska Belysnings AB 1960–1963. Han var sekreterare i polisnämnden i Karlstad 1951–1952, vice ordförande i fattigvårdsstyrelsen i Falun 1954–1955 (ledamot 1953), ledamot i daghems- och lekskolestyrelsen 1955, ordförande i barnavårdsnämnden 1956–1957, ledamot i byggnadsnämnden 1959–1963, sekreterare i generalplanekommittén i Falun och ledamot av dess arbetsutskott 1954–1960.
Sven Åke Fogelberg är gravsatt i minneslunden på Stampens kyrkogård i Göteborg.